# Sami Ouaissa
Sami Ouaissa (in arabo سامي وعيسى‎?; Hoensbroek, 16 ottobre 2003) è un calciatore olandese, centrocampista del N.E.C..

## Carriera
Ouaissa è cresciuto nel settore giovanile del Roda JC, ed ha debuttato in prima squadra il 26 agosto 2022 nell'incontro di Eerste Divisie perso 3-1 contro il NAC Breda. Il 1º febbraio 2024 ha firmato un contratto quadriennale con il N.E.C., rimanendo in prestito al Roda fino al termine della stagione.

## Statistiche

### Presenze e reti nei club
Statistiche aggiornate al 28 settembre 2024
| Stagione        | Squadra         | Campionato      | Campionato | Campionato | Coppe nazionali | Coppe nazionali | Coppe nazionali | Coppe continentali | Coppe continentali | Coppe continentali | Altre coppe | Altre coppe | Altre coppe | Totale | Totale | Totale |
| Stagione        | Squadra         | Comp            | Pres       | Reti       | Comp            | Pres            | Reti            | Comp               | Pres               | Reti               | Comp        | Pres        | Reti        | Pres   | Reti   |        |
| --------------- | --------------- | --------------- | ---------- | ---------- | --------------- | --------------- | --------------- | ------------------ | ------------------ | ------------------ | ----------- | ----------- | ----------- | ------ | ------ | ------ |
| 2022-2023       | Roda JC         | 1D              | 21         | 0          | CO              | 0               | 0               | -                  | -                  | -                  | -           | -           | -           | 21     | 0      |        |
| 2023-2024       | Roda JC         | 1D              | 29+2       | 4+0        | CO              | 1               | 2               | -                  | -                  | -                  | -           | -           | -           | 30     | 6      |        |
| 2024-2025       | N.E.C.          | ED              | 5          | 1          | CO              | 0               | 0               | -                  | -                  | -                  | -           | -           | -           | 5      | 1      |        |
| Totale carriera | Totale carriera | Totale carriera | 57         | 5          |                 | 1               | 2               |                    | -                  | -                  |             | -           | -           | 58     | 7      |        |